# 양유성
양유성(梁有盛, 1957년 5월 13일~)은 대한민국의 신학자이자 상담학자이다. 평택대학교 피어선신학전문대학원에서 상담학 교수를 하고 은퇴하였다. 내러티브 상담학 분야에 큰 공헌을 하였고, 이 분야에서 전문가로 평가받고 있다.

## 학력
- 총신대학교 신학과 B.A.〕
- 총신대학교 신대원 목회학석사〔M.Div.〕
- 미국 칼빈 신학교 Th.M
- 미국 보스턴 대학교 Th.D.

## 경력
- 백석대학교 기독신학대학원 (겸임교수:199703-200008);
- 한영신학대학교 기독교상담학과 (조교수:200009-200402);
- 평택대학교 피어선신학전문대학원 (부교수:200403)
- 평택시 생명존중위원회 위원 역임.
- 평택대학교 학생생활연구소 소장
- 평택대학교 피어선심리상담원 원장
- 한국부부가족상담학회 부회장 역임.
- 한국통합예술치료상담학회 부회장 역임.
- 남서울교회 상담목사 역임.
- 한국독서치료학회 (회장:200405);
- 수원지방법원 (상담위원:200605-200802)

## 생애
총신대학교 신학과와 신학대학원을 마친 후 상담학 연구에 큰 관심과 열정을 품고 도미 유학하여 미국 미시간주 그랜드래피즈에 소재한 칼빈 신학대학원에서 석사를 마치고, 보스턴 대학교에서 박사 학위를 받았고, 귀국하여 천안대학교와 한영신학대학교에서 잠시 전임교수 생활을 거친 뒤 평택대학교에 정착하여 신학대학원 목회상담학 교수로 재직하면서 학과장과 주임교수, 학생생활연구소 소장과 피어선심리상담원 원장을 역임하였다.교회 활동은 총신대 신학과 4학년 때 영등포 한남교회 교육전도사를 시작으로 남서울 교회 상담목사까지 17년간 국내와 이민 교회에서 목회사역을 하였다. 대외 활동으로는 평택시 생명존중위원회 위원으로 활동하였고, 한국목회상담협회와 한국부부가족상담학회의 부회장을 역임하였고, 한국독서치료학회의 회장을 역임하였다. 학술 활동은 목회상담과 기독교상담의 전공 분야 외에 부부가족상담 분야, 독서치료, 이야기치료 등을 포함한 문학치료 분야, 정신분석학과 상담학 기초 분야까지 다양한 분야를 섭렵하여 통합적 치료 모델과 방법을 모색하였다. 학술 서적과 논문의 저술 활동은 크게 두 분야에 집중하여 1차적으로 인간 이해와 치료방법으로서의 이야기 접근방식에 초점을 맞춰 이야기심리학, 이야기치료, 내러티브 탐구를 학문적으로 발전시켰고, 그 외의 학문적 주제로는 남녀의 사랑의 심리를 배경으로 한 외도 문제 연구에 오랜 노력을 기울였다.

## 저서
- 이야기치료와 내면아이 치유, 학지사, 2025.
- 상담학 논문작성을 위한 내러티브 탐구, 학지사, 2022.
- 외도의 심리와 상담, 학지사, 2008.
- 이야기치료, 학지사, 2004.

### 공저
- 부부 및 가족상담, 학지사, 2013.
- 현대목회상담학자 연구, 돌봄, 2011.
- 상호작용을 통한 독서치료, 학지사, 2010.
- 목회상담 실천입문, 학지사, 2009.
- 발달적 독서치료의 실제, 학지사, 2008.
- 신현수 외, 기독교알기, 이컴비즈넷, 2006.
- 말씀목회와 그 지평, 쿰란출판사, 2005.

## 역서
- 우리 주님의 재림, Arthur T. Pierson, 평택대학교 출판부, 2017.
- 게임중독: 게임중독의 유혹과 대가, Andrew P. Doan, 학지사, 2016.
- 이야기심리학: 개인적 신화의 탐색과 재구성, Dan P. McAdams, 학지사, 2015.
- 기독교 상담신학, Virginia Todd Holeman, 기독교문서선교회, 2014.
- 고르디우스의 매듭, Arthur T. Pierson, 아이디프린팅, 2010.
- 우리가 죄에 거하겠는가?, Arthur T. Pierson, 보이스사, 2007.

## 논문
- “아더 피어선의 미래 이야기에 관한 목회상담적 고찰”, 피어선신학논단 10 (2017), 31-53.
- “목회상담에서 은유의 치료적 함의”, 피어선신학논단 6 (2015), 76-94.
- “아더 피어선의 목회사역과 정체성 형성에 대한 목회심리학적 고찰”, 신학과 실천 42 (2014), 411-444.
- “외도상담에서 분노의 심리와 치료적 함의″, 목회와 상담 21 (2013), 69-90.
- “목회상담에서 우상숭배의 의미와 대처방안″, 신학과 실천 31 (2012), 259-281.
- “시기심의 심층분석″, 복음과 신학 13 (2011), 121-138.
- “은유의 치료적 기능과 개입방식″, 통합예술치료연구 1 (2011), 47-60.
- “혼외관계에 나타나는 사랑의 심층심리분석″, 목회와 상담 14 (2010), 7-29.
- “Merle R. Jordan의 목회상담연구″, 복음과 신학 11 (2009), 67-88.
- “행복한 부부관계로 이끄는 사랑의 심리와 치료방안″, 목회와 상담 11 (2008), 39-59.
- “성경이야기의 치료적 기능″, 복음과 신학 10 (2008), 219-239.
- “목회상담의 특성-격려를 통한 상담″, 목회와 상담 10 (2008), 204-230.
- “성경이야기의 치료적 이해와 적용″, 복음과 상담 40 (2007), 13-41.
- “리더십의 핵심요소로서의 격려″, 복음과 신학 8 (2005), 51-69.
- “이야기치료의 상담원리와 방법론″, 상담과 선교 12 (2004), 6-34.
- “사랑하는 관계 속에서의 나르시시즘″, 목회와 상담 6 (2005), 65-85.
- “신앙적 자서전쓰기를 통한 영적 성장과 치유″, 복음과 신학 7 (2004), 118-137.
- “상담에서 나타나는 은유의 이해와 사용″, 교수논문집 7 (2003), 257-79.
- “기독교상담의 정체성과 기능적 과제 연구″, 교수논문집 5 (2000), 277-98.
- “혼전상담의 면담회기별 분석과제연구″, 기독신학저널 1 (1998), 283-301.

### 학위논문
- “Parental Authority in Korean-American Parent-Teen Relationships,” Doctoral Dissertation, Boston University, 1996.
- “Pastoral Care and Counseling for the Dying,” Th.M. Thesis, Calvin Theological Seminary, 1987.
- “심리학에 대한 기독교적 이해-통합의 문제를 주로 하여″, 석사학위논문, 총신대학교, 1984.
- “기독교상담의 모델과 방법론-Jay E. Adams의 권면적 상담을 중심으로″, 학사학위논문, 총신대학교, 1981.